# تماس شبانه
«تماس شبانه» (به انگلیسی: Nightcall) ترانه‌ای از کاوینسکی، هنرمند موسیقی الکتروهاوس اهل فرانسه با حضور و همراهی خونندهٔ برزیلی، لاوفاکس است که ۲ آوریل ۲۰۱۰ به عنوان یکی از قطعات ساندترک فیلم رانندگی منتشر شد. همچنین سال ۲۰۱۱ در موسیقی متن فیلم وکیل لینکلن و سال ۲۰۱۳ در آلبوم آغازین کاوینسکی (OutRun) گنجانده شد.
تماس شبانه در چارت دانمارک بین ده ترانهٔ اول قرار گرفت. از هنرمندان و گروه‌هایی که تا کنون این ترانه را بازخوانی کرده‌اند می‌توان لاندن گرامر را نام برد.